# Música popular no Brasil
A noção de música popular no Brasil transita entre o conceito qualitativo de povo (tradição, identidade) e popularidade (população, público). A expressão “música popular” com o significado de ser música de tradição oral começa a ser usada em periódicos oitocentistas para se referir a canções tradicionais, como “Pirolito” (Pirolito que bate, bate!... Pirolito que já bateu!...), ou “Pezinho” (Ponha aqui o seu pezinho. / Ponha aqui ao pé do meu). Com o sentido de ser conhecida e apreciada por muitos são indicados alguns compositores de ópera cômica a exemplo do “popular maestro brasileiro Henrique [Alves] de Mesquita”,  assim como o compositor de operetas, Jacques Offenbach. 